# 호찌민시 미술관

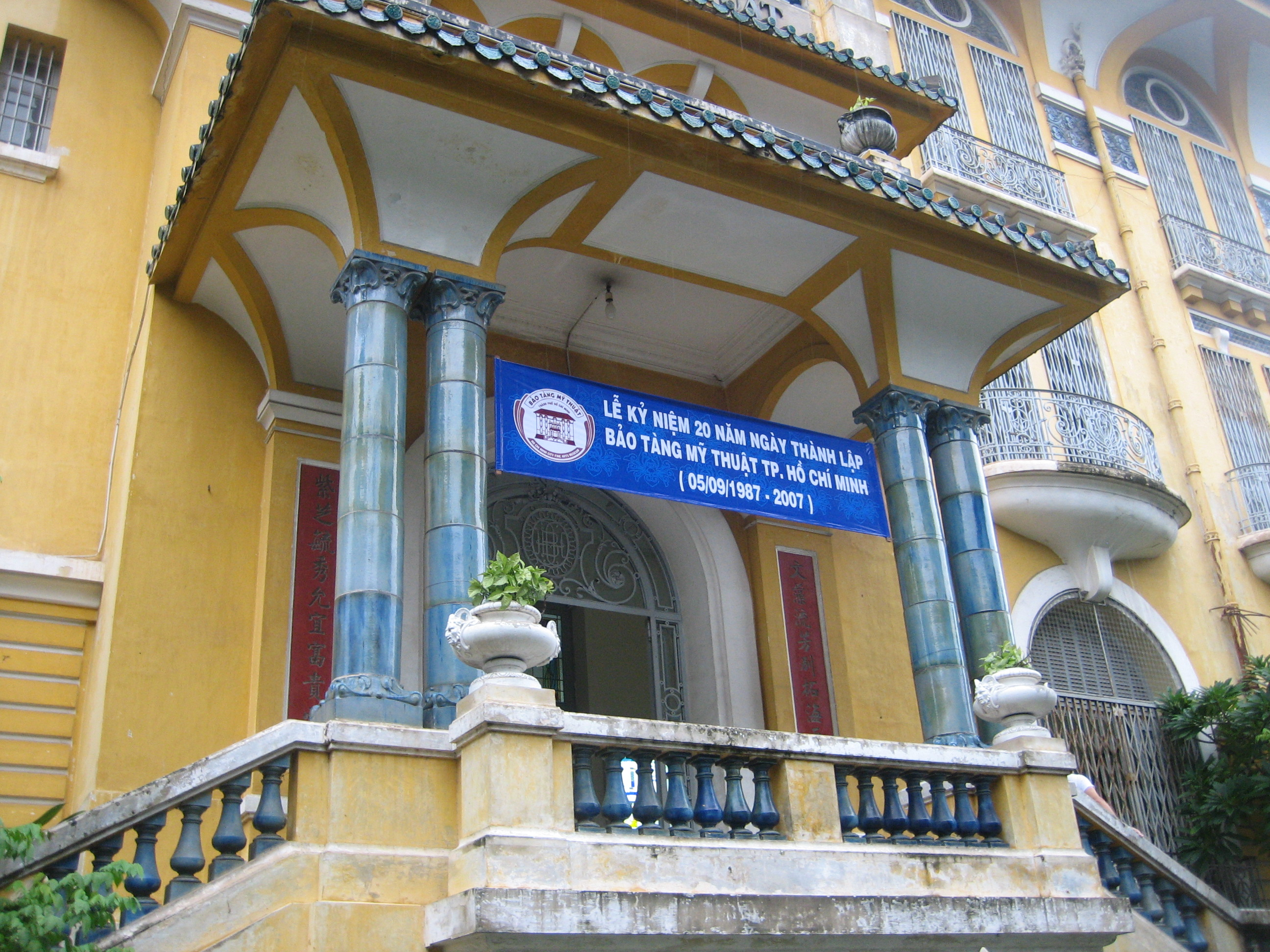
호찌민시 미술관

호찌민시 미술관은 베트남 호찌민시에 있는 박물관이다. 노란색과 흰색이 어우러진 외관의 프랑스식 건축물로, 1층은 모던 아트 갤러리가 있고, 2층과 3층은 고대 미술품과 정치적 색채가 짙은 작품들이 전시되어 있다.